# Hieracium arpadianum
Lo sparviere di Arpad (nome scientifico  Hieracium arpadianum  Karl Hermann Zahn, 1907) è una specie di pianta angiosperma dicotiledone della famiglia delle Asteraceae. Hieracium arpadianum è anche l'unica specie italiana della sezione Hieracium sect. Arpadiana  Gottschl., 2009 .

## Etimologia
Il nome del genere deriva dalla parola greca hierax o hierakion (= sparviere, falco). Il nome del genere è stato dato inizialmente dal botanico francese Joseph Pitton de Tournefort (1656 - 1708) rifacendosi probabilmente ad alcuni scritti del naturalista romano Gaio Plinio Secondo (23 - 79) nei quali, secondo la tradizione, i rapaci si servivano di questa pianta per irrobustire la loro vista. L'epiteto specifico (arpadianum ) è stato dato in onore del botanico ungherese Degen von Arpad (1866 - 1903).
Il nome scientifico della specie è stato definito dal botanico Karl Hermann Zahn (1865-1940) nella pubblicazione " Icones Florae Germanicae et Helveticae" ( Icon. Fl. Germ. Helv. (H.G.L. Reichenbach) 19(2,4): 132) del 1907. Il nome scientifico della sezione è stato definito dal botanico Günter Gottschlich (1951-) nella pubblicazione "Stapfia; Publikation der Botanischen Arbeitsgemeinschaft am O. Ö. Landesmuseum, Linz. Linz" ( Stapfia 89: 138) del 2009.

## Descrizione
Habitus. La forma biologica è emicriptofita scaposa (H scap), ossia in generale sono piante erbacee, a ciclo biologico perenne, con gemme svernanti al livello del suolo e protette dalla lettiera o dalla neve e sono dotate di un asse fiorale eretto e spesso privo di foglie. Tutte le specie del gruppo sono provviste di latice; sono inoltre presenti densi peli ghiandolari giallastri. Queste piante sono fillopode.
Fusto. I fusti, in genere eretti e ascendenti, sono di solito solitari e poco ramificati o afilli. Sono colorati di verde-chiaro (in basso sono colorati di rosso-violaceo). Le radici in genere sono di tipo fittonante. La parte alta del fusto può essere vischiosa. Altezza media dei fusti: da 30 a 50 cm.
Foglie. Sono presenti sia foglie delle rosette basali che cauline con disposizione alterna. Le foglie basali (da 1 a 4) sono picciolate con forme da ovate a ellittiche; hanno una consistenza molle e sono colorate di verde. Le lamine sono intere, dentate oppure (raramente) pennatosette.  La superficie può essere ricoperta da peli semplici o ramificati. Le foglie cauline (da 3 a 6) sono distintamente picciolate.
Infiorescenza. L'infiorescenza è composta da uno a 8 capolini terminali. L'acladio è di 1 – 2 cm. I capolini, solamente di tipo ligulifloro, sono formati da un involucro composto da diverse brattee (o squame) all'interno delle quali un ricettacolo fa da base ai fiori ligulati. L'involucro ha una forma da emisferica a ellissoide ed è formato da diverse serie di brattee. Le brattee, disposte su due serie, sono colorate di verde scuto con un margine più chiaro Il ricettacolo, alla base dei fiori, è nudo (senza pagliette) con i margini degli alveoli lungamente dentati. Dimensione dell'involucro: 8 – 10 mm.
Fiori. I fiori, tutti ligulati, sono tetra-ciclici (ossia sono presenti 4 verticilli: calice – corolla – androceo – gineceo) e pentameri (ogni verticillo ha in genere 5 elementi). I fiori sono ermafroditi, fertili e zigomorfi.
- Formula fiorale:

*/x K {\displaystyle \infty }, [C (5), A (5)], G 2 (infero), achenio
- Calice: i sepali del calice sono ridotti ad una coroncina di squame.
- Corolla: le corolle sono formate da un tubo e da una ligula terminante con 5 denti; il colore è giallo. I dentelli apicali sono cigliati. Dimensioni delle ligule: larghezza 2 mm; lunghezza 15 – 20 mm.
- Androceo: gli stami sono 5 con filamenti liberi, mentre le antere sono saldate in un manicotto (o tubo) circondante lo stilo.[15] Le antere alla base sono acute. Il polline è tricolporato.[16]
- Gineceo: lo stilo giallo (con tendenza al nerastro) è filiforme e peloso sul lato inferiore; gli stigmi dello stilo sono due divergenti. L'ovario è infero uniloculare formato da 2 carpelli. La superficie stigmatica è interna.[17]
- Antesi: da giugno ad agosto.

Frutti. I frutti sono degli acheni con pappo. Gli acheni, colorati di bruno-rossastro, hanno una forma da oblunga a obovoide-obconica con apice troncato e privi di becco (non sono compressi); in alcuni casi gli acheni sono provvisti di coste longitudinali. Il pappo si compone di peli semplici grigiastri, scabri o barbati (non piumosi). Raramente il pappo è assente. Lunghezza degli acheni: 3 - 3,5 mm,

## Biologia
Impollinazione: l'impollinazione avviene tramite insetti (impollinazione entomogama tramite farfalle diurne e notturne).
Riproduzione: la fecondazione avviene fondamentalmente tramite l'impollinazione dei fiori (vedi sopra).
Dispersione: i semi (gli acheni) cadendo a terra sono successivamente dispersi soprattutto da insetti tipo formiche (disseminazione mirmecoria). In questo tipo di piante avviene anche un altro tipo di dispersione: zoocoria. Infatti gli uncini delle brattee dell'involucro si agganciano ai peli degli animali di passaggio disperdendo così anche su lunghe distanze i semi della pianta.

## Distribuzione e habitat
Geoelemento: il tipo corologico (area di origine) è Orofita / Est Mediterraneo.
Distribuzione: in Italia questa specie è molto rara e si trova dalle Alpi Marittime alla Maiella. Nel resto dell'Europa e dell'areale del Mediterraneo si trova in Croazia e Grecia.
Habitat: l'habitat preferito per queste piante sono i margini delle faggete e le boscaglie di pino mugo.
Distribuzione altitudinale: sui rilievi alpini, in Italia, queste piante si possono trovare a quote comprese tra 1.300 e 2.000 m s.l.m..

## Tassonomia
La famiglia di appartenenza di questa voce (Asteraceae o Compositae, nomen conservandum) probabilmente originaria del Sud America, è la più numerosa del mondo vegetale, comprende oltre 23.000 specie distribuite su 1.535 generi, oppure 22.750 specie e 1.530 generi secondo altre fonti (una delle checklist più aggiornata elenca fino a 1.679 generi). La famiglia attualmente (2021) è divisa in 16 sottofamiglie.

### Filogenesi
Il genere di questa voce appartiene alla sottotribù Hieraciinae della tribù Cichorieae (unica tribù della sottofamiglia Cichorioideae). In base ai dati filogenetici la sottofamiglia Cichorioideae è il terz'ultimo gruppo che si è separato dal nucleo delle Asteraceae (gli ultimi due sono Corymbioideae e Asteroideae). La sottotribù Hieraciinae fa parte del "quinto" clade della tribù; in questo clade è posizionata alla base ed è "sorella al resto del gruppo comprendente, tra le altre, le sottotribù Microseridinae e Cichoriinae. Il genere  Hieracium (insieme al genere Pilosella) costituisce il nucleo principale della sottotribù Hieraciinae e formano (insieme ad altri generi minori) un "gruppo fratello" posizionato nel "core" delle Hieraciinae.
Il genere Hieracium è un genere estremamente polimorfo con maggioranza di specie apomittiche. Di questo genere sono descritte circa 1000 specie sessuali e oltre 3000 specie apomittiche, delle quali circa 250 e più sono presenti nella flora spontanea italiana. Alcuni taxon collegati alle varie specie del genere sono sottospecie, altri sono considerati aggregati (o inclusi), e altri ancora sono considerati "intermediari" (o impropriamente ibridi in quanto queste specie essendo apomittiche non si incrociano e quindi non danno prole feconda) con altre specie. A causa di ciò si pongono dei problemi di sistematica quasi insolubili e per avere uno sguardo d'insieme su questa grande variabilità può essere necessario assumere un diverso concetto di specie. Qui in particolare viene seguita la suddivisione del materiale botanico in sezioni così come sono elencate nell'ultima versione della "Flora d'Italia".
La specie di questa voce è descritta all'interno della sezione Hieracium sect. Arpadiana  Zahn  (sezione IV) i cui caratteri principali sono:
- in questa pianta sono presenti densi peli ghiandolari giallastri;
- la parte alta del fusto può essere vischiosa;
- le foglie cauline (da 3 a 6) sono distintamente picciolate;
- i fusti possono portare fino a 8 capolini;
- i denti delle ligule sono sparsamente cigliati;
- i margini degli alveoli del ricettacolo sono lungamente dentati.

L'indumentum è uno degli elementi più importanti per distinguere le varie specie. H. arpadianum è caratterizzato dalla seguente pubescenza:
| Tipo peli        | Parti della pianta |
| ---------------- | --- |
| Peli semplici    | Caule: da assenti a densi, lunghi 1 – 2 mm, molli e bianchi                                                                     |
| Peli ghiandolari | Ovunque: densi, lunghi 0,2 - 0,7 mm, i peduncoli e le ghiandole sono giallastre                                                 |
| Peli stellati    | Caule: da assenti a densi; foglie: sparsi sulle nervature; peduncoli dei capolini: densi; brattee involucrali: piuttosto densi. |

### Sottospecie
Per questa specie sono riconosciute le seguenti sottospecie, alcune delle quali sono presenti nella flora spontanea italiana:
- Hieracium arpadianum subsp. arpadianum - Distribuzione: Croazia
- Hieracium arpadianum subsp. plessidicum (Arv.-Touv.) Zahn, 1921 - Distribuzione: Grecia
- Hieracium arpadianum subsp. pugnaculum Gottschl., 2009 - Distribuzione: Italia (Maiella)
- Hieracium arpadianum subsp. sellanum Zahn, 1916 - Distribuzione: Italia (Valdieri)
- Hieracium arpadianum subsp. subscariolaceum Zahn, 1916 - Distribuzione: Italia (Garessio)

### Sinonimi
La specie di questa voce, in altri testi, può essere chiamato con nomi diversi. L'elenco che segue indica alcuni tra i sinonimi più frequenti:
- Hieracium plessidicum Arv.-Touv. (sinonimo della sottospecie plessidicuum).